# Томашевський Володимир Володимирович
Володимир Володимирович Томашевський (1 серпня 1968, м. Кривий Ріг, Дніпропетровської області, УРСР —  6 квітня 2021, м. Кривий Ріг) — український художник, графік, дизайнер-рекламіст, педагог, доктор педагогічних наук, член Національної спілки художників України, член Спілки дизайнерів України. Займався питаннями професійної дизайн-освіти, проблемами формування естетичної культури особистості, зокрема майбутнього дизайнера в процесі фахової підготовки. 

## Біографія
Володимир Володимирович Томашевський народився 1 серпня 1968 року в місті Кривий Ріг. Перші знання з основ образотворчої грамоти отримав у дитячій студії образотворчого мистецтва, а згодом — у дитячій і вечірній художній школі № 1 Кривого Рогу під керівництвом викладача В. П. Дьоміна. 
1985—1992 — навчання на художньо-графічному факультеті Криворізького державного педагогічного інституту. Отримав диплом за спеціальністю «креслення, образотворче мистецтво та художня праця».
Творчу діяльність розпочав у студентські роки відкриттям першої персональної виставки в Кривому Розі (1992). 
З 1994 — член Національної спілки художників України. 1994—1999  — очолював молодіжне об’єднання Криворізької організації НСХУ. 
1992—2020 — брав участь у понад 70 художніх виставках у різних містах України (4 — персональних) з творами станкової графіки, декоративного живопису та дизайну. 
Працював у техніці графіки, станкового живопису, у жанрі портрету, натюрморту, сюжетної композиції. Розробив власний художній стиль пейзажу. Твори зберігаються в приватних колекціях в Україні та за кордоном.
Реалізував себе не лише як художник, а й як дизайнер-рекламіст. Розроблені ним логотипи та фірмові стилі багатьох торговельних підприємств, ескізи вивісок і оформлення вітрин архітектурних споруд та фасадів змінили зовнішній художньо-естетичний вигляд Кривого Рогу
З 2007 — член Спілки дизайнерів України.
Художньо-творчу діяльність Володимир Томашевський поєднував з науковою та викладацькою роботою в Криворізькому державному педагогічному університеті
1992—2008 — викладач, доцент кафедри образотворчого мистецтва.
2004—2010 — декан художньо-графічного факультету/факультету мистецтв.
2008—2016 — доцент кафедри декоративно-прикладного мистецтва та дизайну. 
2016—2021  —  завідувач кафедри декоративно-прикладного мистецтва та дизайну
6 квітня 2021 року В. В. Томашевський помер у Кривому Розі.

## Наукова діяльність
1996—1999 — навчання в аспірантурі Криворізького державного педагогічного інституту/університету. 
2003 року захистив дисертацію «Організація творчої роботи молодших школярів на уроках образотворчого мистецтва» на здобуття наукового ступеня кандидата педагогічних наук за спеціальністю 13.00.09 – теорія навчання в спеціалізованій вченій раді Криворізького державного педагогічного університету (науковий керівник: В. О. Комаров — доктор педагогічних наук, професор).
2020 — присвоєно вчене звання доцента кафедри образотворчого мистецтва.
2010—2013 —  навчався в докторантурі Луганського національного університету імені Тараса Шевченка за спеціальністю 13.00.04 — теорія і методика професійної освіти.
2020 — захистив дисертацію «Теоретичні і методичні засади формування естетичної культури майбутніх дизайнерів у закладах вищої освіти» на здобуття  наукового ступеня доктора педагогічних наук за спеціальністю 13.00.04 — теорія і методика професійної освіти в спеціалізованій вченій раді Хмельницької гуманітарно-педагогічної академії (науковий консультант: В. Г. Бутенко — член-кореспондент НАПН України, доктор педагогічних наук, професор).

## Публікації
Автор понад 130 наукових і навчально-методичних видань, зокрема 1 монографії «Теоретичні і методичні засади формування естетичної культури майбутніх дизайнерів у вищих навчальних закладах», понад 40 навчально-методичних посібників і методичних рекомендацій, понад 80 наукових статей у фахових виданнях, присвячених проблемам організації творчої роботи школярів на уроках образотворчого мистецтва в загальноосвітній школі, викладанню дисциплін спеціальності «Образотворче мистецтво» та «Дизайн» на художньо-графічних факультетах, теоретичним і методичним аспектам дизайн-освіти й формуванню естетичної культури майбутніх дизайнерів у закладах вищої освіти України

## Відзнаки та нагороди
- Почесна грамота Дзержинської районної в місті ради (м. Кривий Ріг) (2006)
- Почесний знак МОН України «Василь Сухомлинський» (2007)
- Почесна грамота управління культури і туризму Виконкому Криворізької міської ради (2012)
- Почесна грамота Дніпропетровської обласної ради (2013)
- Почесна грамота Металургійної районної в місті ради (м. Кривий Ріг) (2017)
- Грамота Виконкому Криворізької міської ради (2019)

## Біобібліографія
Володимир Володимирович Томашевський – український митець, науковець, педагог (на пошану пам’яті доктора педагогічних наук, доцента, декана факультету мистецтв (2004–2010), завідувача кафедри декоративно-прикладного мистецтва та дизайну (2016–2021) Криворізького державного педагогічного університету) : біобібліографічний покажчик / Бібліотека Криворізького державного педагогічного університету ; упоряд. і бібліогр. ред. О. А. Дікунова ; за заг. ред. О. М. Кравченко. – Кривий Ріг, 2023. – 143 с. (Серія «Знакові постаті Криворізького педагогічного». Вип. 3).